# Скейлинг Фейнмана
Скейлинг Фейнмана — свойство независимости инвариантного сечения инклюзивного процесса столкновения адрона с адроном или
с ядром от энергии налетающего адрона.

## Формулировка
Инвариантное сечение инклюзивного процесса рассеяния адрона на адроне или ядре {\displaystyle a+b\rightarrow c+d} ({\displaystyle a} — налетающий адрон, {\displaystyle b} — неподвижный адрон или ядро, {\displaystyle c} — регистрируемая вылетающая частица, {\displaystyle d} — все остальные вылетающие частицы), равное {\displaystyle {\frac {E_{c}d\sigma }{\sigma _{ab}^{all}d^{3}p_{c}}}} не зависит от энергии налетающего адрона.